# James E. Boyd
James Emory Boyd (18. července 1906 Tignall, Georgie – 18. února 1998 Carrollton) byl americký fyzik, matematik a řídicí pracovník. V letech 1957 až 1961 byl ředitelem Výzkumného ústavu Georgijského technického institutu, v letech 1961 až 1971 prezidentem Západogeorgijské koleje (nyní Univerzita západní Georgie) a v letech 1971 až 1972 úřadujícím prezidentem Georgijského technického institutu.
Boyd, absolvent Georgijské univerzity, Dukeovy univerzity a Yaleovy univerzity, začal svoji akademickou kariéru jako asistent fyziky na Georgijské univerzitě a poté působil jako vedoucí katedry matematiky a vědy na Západogeorgijské koleji. Následně se stal profesorem na Georgijském technickém institutu (Georgia Tech) a předním výzkumníkem na Technickém experimentálním pracovišti, nyní známém jako Výzkumný ústav Georgijského technického institutu. Na tomto pracovišti pomohl rozběhnout páteřový program: federálně financovaný výzkum a vývoj elektroniky. Spolu s dalšími výzkumníky z Georgia Tech Geraldem Rosselotem a Glenem P. Robinsonem přispěl k založení předního georgijského telekomunikačního výrobce Scientific Atlanta, kde byl 25 let členem představenstva. Jako ředitel Technického experimentálního pracoviště se zaměřil na nábor talentovaných inženýrů a rozšiřování prostor, jež má výzkumné zařízení k dispozici. Zasloužil se rovněž o zahájení jaderného výzkumu na Georgijském technickém institutu včetně radioizotopové laboratoře a výstavby výzkumného jaderného reaktoru Franka H. Neelyho.
V době, kdy byl třetím prezidentem Západogeorgijské koleje, navýšil počet členů fakulty, udělených titulů, nabízených programů, jakož i zapsaných a postgraduálních studentů. V roce 1963 Boyd rasově integroval kampus a dohlížel na obrovské stavební projekty, které dramaticky rozšířily kampus, aby podpořily zvýšený (a budoucí) příliv studentů. V roce 1970 mu bylo nabídnuto místo vicekancléře georgijského univerzitního systému pro akademický rozvoj, načež byl téměř okamžitě přeřazen do funkce prozatímního prezidenta Georgijského technického institutu. Během svého působení v Georgia Tech v letech 1971 až 1972 vyřešil obtížné problémy související s pokusem o převzetí Technického experimentálního pracoviště předchozím prezidentem Georgia Tech Arthurem G. Hansenem a špatným výkonem (a souvisejícímu volání absolventů po odvolání) hlavního fotbalového trenéra Buda Carsona.

## Životopis

### Vzdělání
Narodil se v městečku Tignall na severovýchodě Georgie. Měl dva bratry, Johna a Ellise, a sestru Sophii. V roce 1927 získal bakalářský titul z matematiky na Georgijské univerzitě, kde byl členem prestižního bratrstva Fí Beta Kappa. V roce 1928 získal magisterský titul z matematiky na Dukeově univerzitě. V letech 1928 až 1930 byl asistentem fyziky na Georgijské univerzitě. V roce 1930 nastoupil na postgraduální studium na Yaleově univerzitě a v letech 1930 až 1931 zde působil jako postgraduální asistent a v letech 1931–1933 jako Loomisův stážista. Doktorát z fyziky získal v roce 1933 na Yaleově univerzitě s disertační prací nazvanou Scattering of X-Rays by Cold-Worked and by Annealed Beryllium. Boyd v ní popsal účinky odrazu záření u vzorků práškového, za studena opracovaného a žíhaného berylia s odlišnou velikostí částic. Experiment ukázal, že krystaly berylia jsou „spíše nedokonalé“, že žíhání nezpůsobilo „žádnou znatelnou změnu“ v krystalické struktuře berylia a že koeficient absorpce hmotnosti berylia ověřený v experimentu se přiměřeně přiblížil teoretické hodnotě vypočtené pomocí Comptonova empirického vzorce.
V roce 1933 byl Boyd jmenován vedoucím katedry matematiky a vědy na Západogeorgijské koleji. Po dvou letech, v roce 1935, se stal odborným asistentem pro fyziku na Georgijském technologickém institutu. Následujícího roku se oženil s Elizabeth Reynolds Cobbovou, s níž měl dvě děti: dceru Betty Cobb Boydovou (* 26. srpna 1939) a syna Jamese Fortsona Boyda (* 9. října 1942). V roce 1942 vstoupil do US Navy, kde v hodnosti poručíka a později korvetního kapitána sloužil v Úřadu zbrojní služby a prováděl výzkum na radaru. V letech 1945 až 1946 byl komandérem (fregatním kapitánem) v Úřadu náčelníka námořních operací, kde pracoval na radaru a elektronice.

### Výzkumník a podnikatel

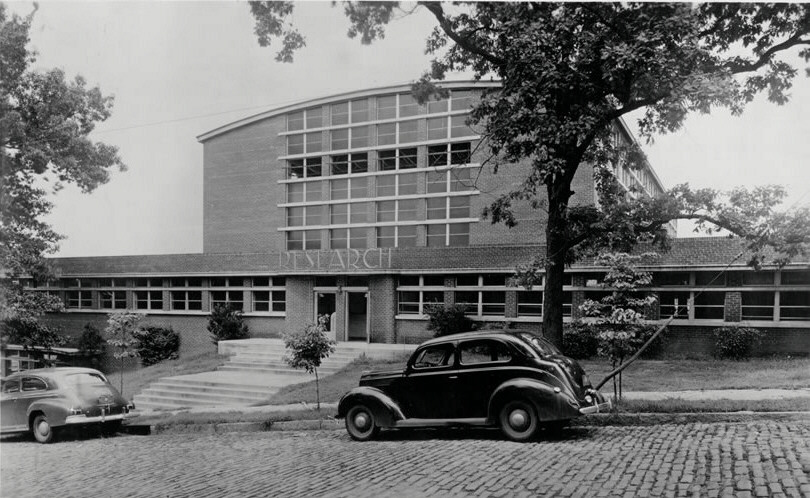
Hlavní budova Technického experimentálního pracoviště v roce 1951

V roce 1946 se Boyd vrátil na fyzikální oddělení Georgia Tech a jeho Technické experimentální pracoviště, kde působil jako pomocný ředitel a posléze jako ředitel projektu sponzorovaného Armádním leteckým sborem Spojených států amerických, který studoval šíření mikrovln. V rámci tohoto projektu prováděl dálkové experimenty s přímým dohledem mezi Georgia Tech a 1002 m vysokou horou Oglethorpe v severní Georgii. Roku 1947 byl spoluautorem studie nazvané Studie šíření elektromagnetických vln, po níž následovala řada souvisejících výzkumných zakázek včetně velké smlouvy uzavřené s Úřadem zbrojní služby Námořnictva Spojených států amerických o vývoji zařízení pro radarem řízenou palbu.
V roce 1948 byl James E. Boyd jmenován profesorem fyziky. V rámci své pravomoci dané mu hodností komandéra (velitele) Námořnictva Spojených států amerických v záloze vytvořil do roku 1950 v Georgia Tech záložní jednotku, která zahrnovala důstojníky jak z Georgijského technického institutu, tak z metropolitní oblasti Atlanty. V 50. letech byl povýšen na námořního kapitána a tuto jednotku řídil až do svého odchodu z Georgia Tech.
V roce 1950 se Boyd stal prvním vedoucím nově vytvořeného Fyzikálního oddělení Technického experimentálního pracoviště (dnes Výzkumný ústav Georgijského technického institutu). Boyd na TEP povolal svého bývalého studenta Glena P. Robinsona. Koncem roku 1951 stáli Robinson, ředitel TEP Gerald Rosselot a James E. Boyd u zrodu společnosti Scientific Associates (dnes telekomunikační výrobce Scientific Atlanta, součást Cisco Systems). S počáteční částkou 700 dolarů se pustili do výroby a prodeje antén vyvinutých v TEP, jelikož vedení Georgia Tech bylo toho názoru, že by se institut neměl pouštět do výrobního procesu. Viceprezident Georgijského technického institutu Cherry Emerson věřil, že spojení zaměstnanců TEP se společností Scientific Atlanta vytváří střet zájmů a požádal Boyda, Rosselota a Robinsona, aby si mezi oběma organizacemi vybrali. Boyd na svůj post v Scientific Atlanta rezignoval a zůstal v Georgia Tech, rozhodl se však, že si ponechá svoji pozici člena představenstva společnosti. Podle Robinsona je „Dr. Boyd fakticky považován za zakladatele Scientific Atlanta“.

## Řídicí pracovník

### Ředitel experimentálního pracoviště

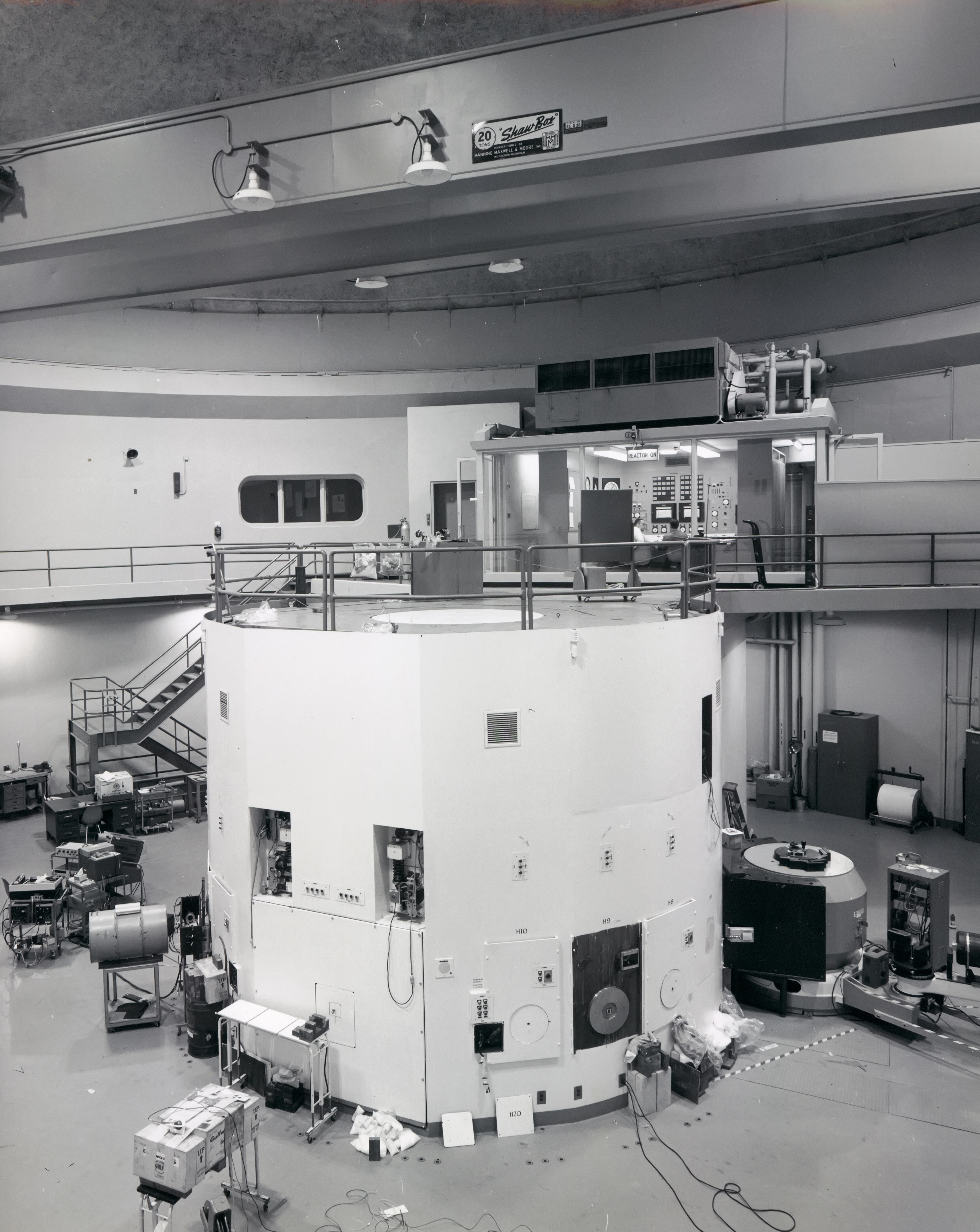
Jaderný reaktor Franka H. Neelyho, o jehož vybudování se Boyd zasloužil.

V roce 1954 byl James E. Boyd povýšen na zástupce ředitele výzkumu Technického experimentálního pracoviště. Jako jeho ředitel působil od 1. července 1957 do roku 1961. V době svého působení na Georgia Tech Boyd napsal zásadní článek o významu výzkumných center na technických univerzitách, v němž tvrdil, že výzkum by měl být nedílnou součástí vzdělávání. Sám to řešil zapojováním studentů do každodenního výzkumu. Byl známý tím, že si za spolupracovníky vybíral lidi schopné vyučovat i provádět důležitý výzkum. Tak například v roce 1954 přijal vynikajícího fyzika Earla W. McDaniela, který významně přispěl k rozvoji metody iontové mobilitní spektrometrie.
Za Boydova vedení získalo TEP takové množství smluv z oblasti elektroniky, že v roce 1959 došlo k založení samostatného oddělení elektroniky. Zaměřilo se na radarovou a sdělovací techniku. Roku 1955 jmenoval prezident Georgia Tech Boyda do Jaderného vědeckého výboru Georgijského technického institutu. Výbor doporučil vytvoření radioizotopové laboratoře a stavbu velkého výzkumného jaderného reaktoru. Laboratoř schopná pracovat s radioaktivními materiály byla dokončena v lednu 1959. Jaderný reaktor Franka H. Neelyho byl dokončen v roce 1963 a sloužil až do roku 1996, kdy z něho bylo z bezpečnostních důvodů souvisejících s konáním Letních olympijských her v nedaleké Atlantě odstraněno jaderné palivo.  Roku 1961 nahradil Boyda ve vedení TEP Robert E. Stiemke, který předtím řídil Stavební fakultu Georgijského technického institutu.

### Prezident Západogeorgijské koleje
V roce 1961 se James E. Boyd stal po smrti Williama H. Rowa třetím prezidentem Západogeorgijské koleje. Nejvíce se proslavil svojí mírumilovnou rasovou integrací kampusu (bez čekání na soudní příkaz) v roce 1963, když ke studiu na škole pozval mladou černošku Lillian Williamsovou. Lillian posléze získala dva vysokoškolské tituly a v roce 1985 obdržela nejvyšší vyznamenání školy, Zakladatelskou cenu. V květnu 1964 pozval Boyd Roberta Kennedyho na slavnostní přejmenování kaple kampusu na Kennedyho kapli, na počest Robertova bratra a amerického prezidenta Johna Fitzgeralda Kennedyho, který byl zavražděn v listopadu 1963. Během své návštěvy Robert Kennedy propagoval zákon o občanských právech, proti diskriminaci na základě rasy, barvy pleti, vyznání, pohlaví a národnosti, který byl poté projednáván v Senátu Spojených států.
Boydovi se během jeho působení podařilo kolej významně rozšířit, a to jak co do počtu osob, tak pokud jde o rozmanitost nabízených studijních programů. Počet studujících vzrostl z 1089 při jeho nástupu v roce 1961 na 5503 při jeho odchodu roku 1971. V roce 1959 škola nabízela dva akademické tituly a pět studijních programů, v ročníku 1969–70 to již bylo sedm akademických titulů a čtyřicet pět studijních programů. V roce 1961 měla škola 94 absolventů; první magisterské studijní programy nabídla roku 1967 a v roce 1969 vzrostl počet absolventů na 741. Jen v roce 1969 bylo přijato 80 nových vyučujících, což je víc, než činil jejich celkový počet o deset let dříve. Přibylo i několik nových staveb včetně devíti studentských kolejí a pěti akademických budov. Dostavily se i změny v přístupu ke studentům: V roce 1966 byla zrušena večerka pro studentky 3. a 4. ročníku a v univerzitním areálu byla povolena bratrstva a sesterstva. Roku 1970 byl Boyd jmenován prvním vicekancléřem georgijského univerzitního systému pro akademický rozvoj. Do funkce nastoupil, hned jak byl následujícího roku jmenován jeho nástupce Ward B. Pafford.

## Prezident Georgijského technického institutu
Necelý měsíc poté, co se Boyd ujal funkce vicekancléře, rezignoval tehdejší prezident Georgia Tech Arthur G. Hansen. Kancléř George L. Simpson jmenoval Boyda úřadujícím prezidentem Georgijského technického institutu. Tuto funkci zastával od května 1971 do března 1972. 

### Technické experimentální pracoviště
Simpsonovo rozhodnutí jmenovat Jamese Emoryho Boyda prozatímním prezidentem Georgia Tech bylo ovlivněno Boydovou předchozí zkušeností řídicího pracovníka a ředitele Technického experimentálního pracoviště a jeho členstvím ve správní radě pracoviště. Kancléř doufal, že tato kombinace pomůže vyřešit spor o to, zda by mělo být TEP začleněno mezi akademická pracoviště Georgijského technického institutu, aby se u obou subjektů zlepšila schopnost soutěžit o federální peníze. TEP se těšilo značné a rostoucí podpoře ze strany státu Georgie a jeho Rady pro průmyslový rozvoj, která poskytovala technickou a metodickou pomoc georgijskému průmyslu. Nicméně TEP se, částečně i díky úsilí Boyda a předchozího ředitele pracoviště Geralda Rosselota, stále víc spoléhalo na financování elektronického výzkumu z federálních prostředků. V roce 1971 však financování pracovišť Georgia Tech a TEP začalo trpět náhlým odlivem státních příspěvků a škrtů ve federálním financování vědy, výzkumu a vzdělávání souvisejících s ukončením Vesmírného závodu. Podobně zaměřené výzkumné instituce, jako byly Battelleův institut v Columbusu, Stanfordův výzkumný institut v kalifornském Menlo Parku či Výzkumné centrum Illinoiského technologického institutu v Chicagu, překonaly tuto krizi tím, že se zaměřily na smluvní zabezpečování jednotlivých výzkumných úkolů.
„Odvážným a kontroverzním“ řešením problémů obou pracovišť, jež navrhoval Boydův předchůdce Arthur G. Hansen, bylo úplné začlenění TEP mezi akademická pracoviště Georgijského technického institutu, které by značně vylepšilo financování výzkumu Georgia Tech a možnosti finanční pomoci postgraduálním studentům. Děkan Fakulty inženýrství Georgijského technického institutu Thomas E. Stelson byl jmenován, aby Technické experimentální pracoviště „reorganizoval“. Oficiálně měl za úkol jednoduše doporučit plán reorganizace, ale vedení mělo jasně v plánu úzkou integraci Georgia Tech a TEP. Maurice W. Long, který byl v té době ředitelem Technického experimentálního pracoviště, považoval tento krok za porušení statutu TEP, který uzákonilo Generální shromáždění státu Georgie v roce 1919, a tvrdil, že Georgia Tech nemá pravomoc tyto dvě instituce sloučit. Zaměstnanci a vedoucí pracovníci TEP se obrátili na správní radu Georgijského univerzitního systému a na guvernéra státu Georgie (a budoucího prezidenta Spojených států) Jimmyho Cartera, který byl sám absolventem Georgia Tech. Kontroverze získala pozornost jak ve studentských novinách Georgijského technického institutu Technique, tak v hlavním atlantském deníku Atlanta Journal-Constitution.
Do tohoto ovzduší Boyd vstoupil jako prozatímní prezident Georgijského technického institutu poté, co Arthur G. Hansen 27. dubna 1971 oznámil, že z Georgia Tech odchází, aby se mohl od 1. července téhož roku stát prezidentem Purdueovy univerzity. Boyd zastavil plán absolutního pohlcení TEP, ale umožnil pokračovat v plánech na těsnější kontrolu a aktivnější získávání smluv. Mezi tato opatření patřilo zvýšené sdílení zdrojů, včetně většího sdílení fyzických zdrojů a výzkumných pracovníků. O tom druhém svědčí nárůst společných jmenováních členů sboru mezi TEP a Georgia Tech. Tento krok se vyplatil a ve fiskálním roce 1970–1971 získala TEP nové zakázky a granty v celkové výši rekordních 5,2 milionů dolarů (ekvivalent 32,8 milionů USD v roce 2019).

### Atletický svaz

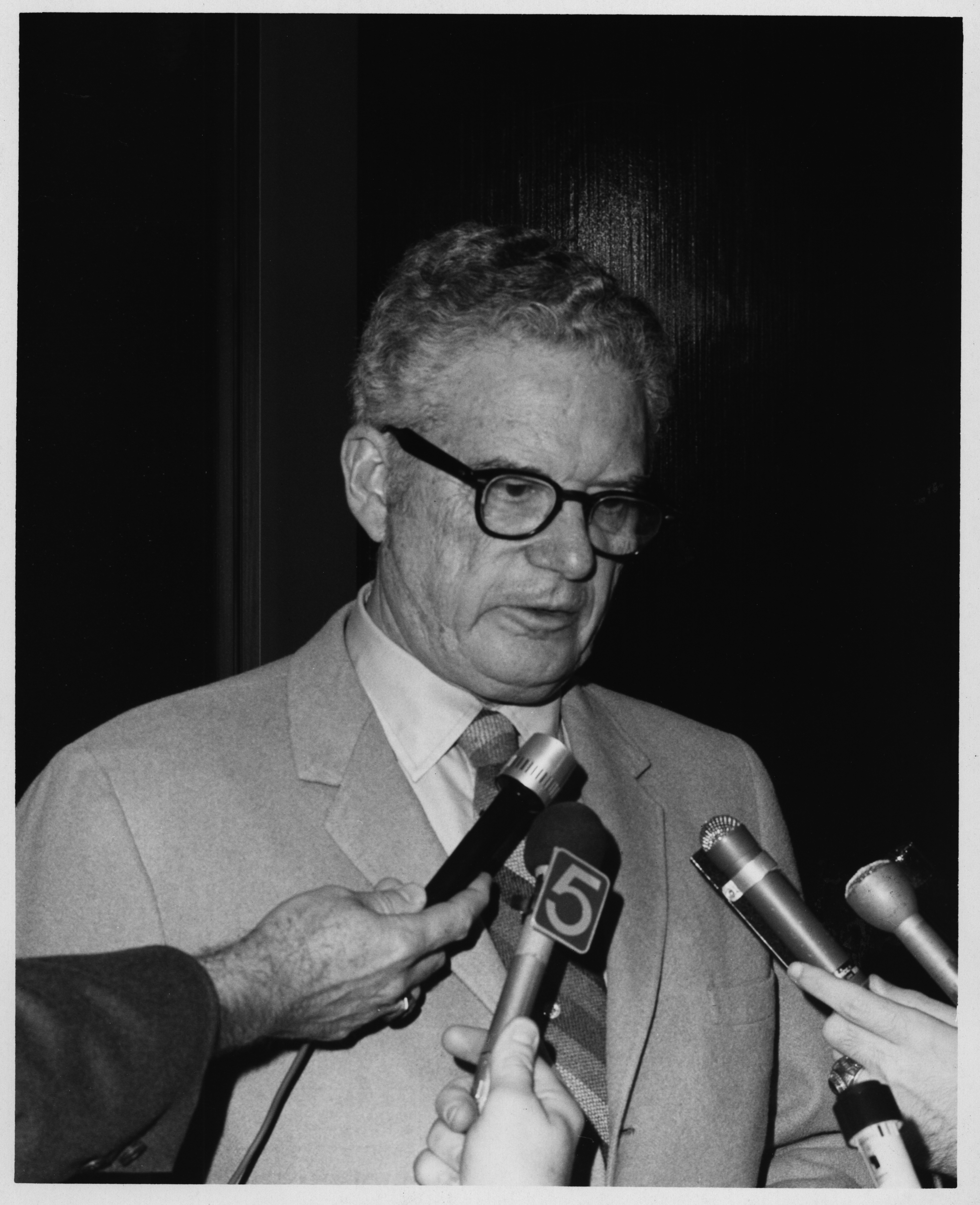
James E. Boyd při rozhovoru se sdělovacími prostředky

Jako prozatímní prezident Georgijského technického institutu se Boyd musel vypořádat se silným veřejným tlakem, aby propustil tehdejšího trenéra vysokoškolského týmu amerického fotbalu Georgia Tech Yellow Jackets Buda Carsona. Absolventi Georgia Tech, zvyklí na úspěchy pod fotbalovými legendami Johnem Heismanem, Williamem A. Alexanderem a Bobbym Doddem, opakovaně požadovali Carsonovo propuštění. Stížnosti byly založeny na dlouhém seznamu přestupků, včetně „týrání a ponižování studentů“ a „nesportovního chování“. Nejzávažnější ze všeho však byly špatné výsledky mužstva. Poslední kapkou byla neúspěšná sezóna 1971, kdy Yellow Jackets prohráli v univerzitním poháru jak se svým dlouholetým rivalem, týmem Georgijské univerzity, tak s týmem Mississippské státní univerzity. Jako prezident Georgia Tech totiž Boyd předsedal Správní radě Atletického svazu Georgijského technického institutu, jíž vadilo jak množství proher, tak související finanční propad.
Na poklesu tradičního zdroje příjmů atletického svazu, jímž byl zejména prodej vstupenek, se podílely jak špatné výsledky Yellow Jackets, tak relativně nedávný příchod profesionálního fotbalu do Atlanty, konkrétně založení týmu Atlanta Falcons. Tehdejší sportovní ředitel atletického svazu Bobby Dodd už roky varoval, že vzrůstající akademická úroveň a omezený studijní program Georgia Tech ovlivní atletický program. Na schůzi konané 8. ledna 1972 správní rada atletického svazu pod Boydovým vedením rozhodla neobnovit Carsonovi smlouvu, čímž se stal prvním trenérem, který byl z Georgia Tech propuštěn. Správní rada rovněž nepřijala rezignaci Bobbyho Dodda, kterou jí na schůzi nabídl. Bud Carson poté pokračoval v úspěšné kariéře zejména u Pittsburgh Steelers. Koncem ledna 1972 byl za nového hlavního trenéra fotbalového týmu vybrán Bill Fulcher.

## Odchod do důchodu a odkaz
V březnu 1972 byl za nového prezidenta Georgijského technického institutu vybrán Joseph M. Pettit, načež se Boyd vrátil na místo vicekancléře georgijského univerzitního systému pro akademický rozvoj. V roce 1974 pak odešel z profesionálního života do důchodu. Po odchodu do důchodu byl jmenován čestným členem tajné společnosti ANAK na Georgia Tech.
V roce 1997 schválila Georgijská rada dohlížitelů pojmenování budovy Matematické a fyzikální fakulty Univerzity západní Georgie jménem Jamese E. Boyda. Na jeho počest byla na téže univerzitě vytvořena rovněž dvě nová stipendia.
James Emory Boyd zemřel 18. února 1998 ve věku 91 let ve svém domě v georgijském Carrolltonu. Jeho pohřeb se konal 20. února 1998 v Episkopálním kostele sv. Markéty v Carrolltonu a pochován byl na Carrolltonském městském hřbitově.